# 大安國際大樓
大安國際大樓是位於臺灣臺中市南區忠明南路上的一幢摩天大樓，樓高181.3米，共地上42層，地下4層。是台中市第一棟超過40層的大樓，由大安建設興建，與對面的大安國王大樓俗稱台中雙子星大樓，外觀幾乎相同，但是兩棟大樓完工期差了四年左右，大安國際大樓1997年完工，大安國王大樓則於1993年完工。